# Ескудо
Еску́до (ісп. і порт. escudo) — назва низки іспанських і португальських золотих монет XV—XVIII століть, а також грошова одиниця ряду країн у XIX—XX століттях. Наразі є найменуванням національної валюти Кабо-Верде — ескудо Кабо-Верде.

## Етимологія
У перекладі з іспанської та португальської мов escudo означає «щит», «герб», «гербовий щит» (від лат. scutum), який був традиційним елементом оформлення майже всіх монет, які мали цю назву. Родинними escudo (з точки зору походження та значення) словами називаються монети: італійський скудо (італ. scudo) і французький екю (фр. ecu від давньофр. escu), які також походять від лат. scutum («щит», «щит-скутум»).
В українській мові слово «ескудо» може використовуватися як у середньому роді, так і в чоловічому.

Геральдичні щити на монетах Іспанії, Португалії, Італії та Франції
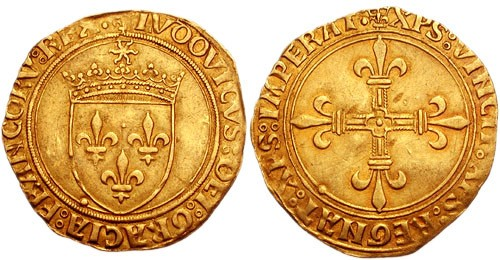
Французький екю кінця XV століття
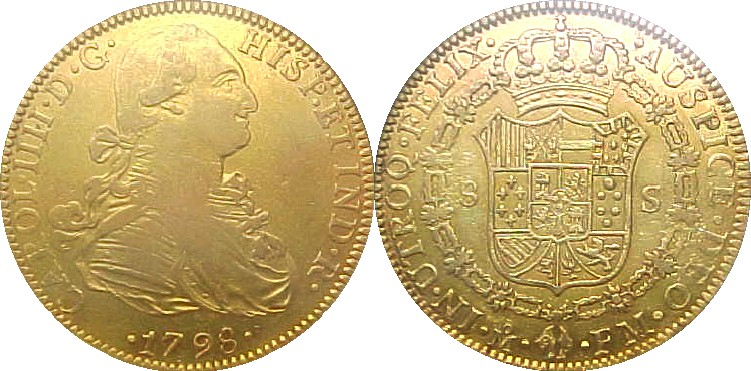
Іспанські вісім ескудо (квадрупла або подвійний дублон) кінця XVIII століття
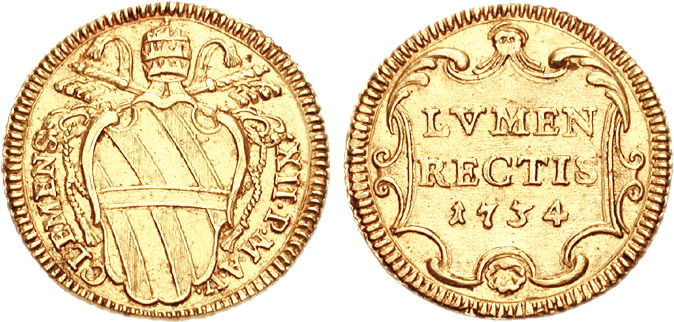
Скудо Папської області першої половини XVIII століття
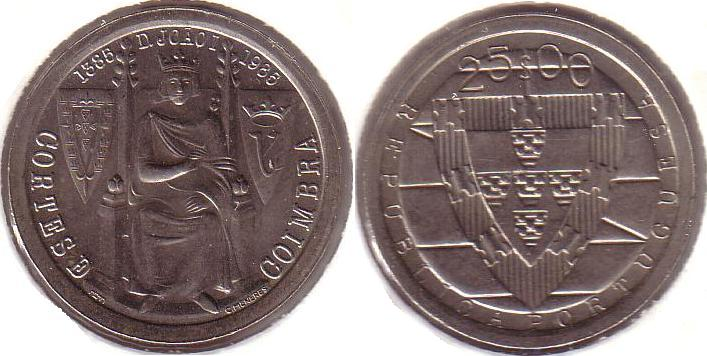
Португальські 25 ескудо кінця XX століття

## Монети XV—XVIII століть

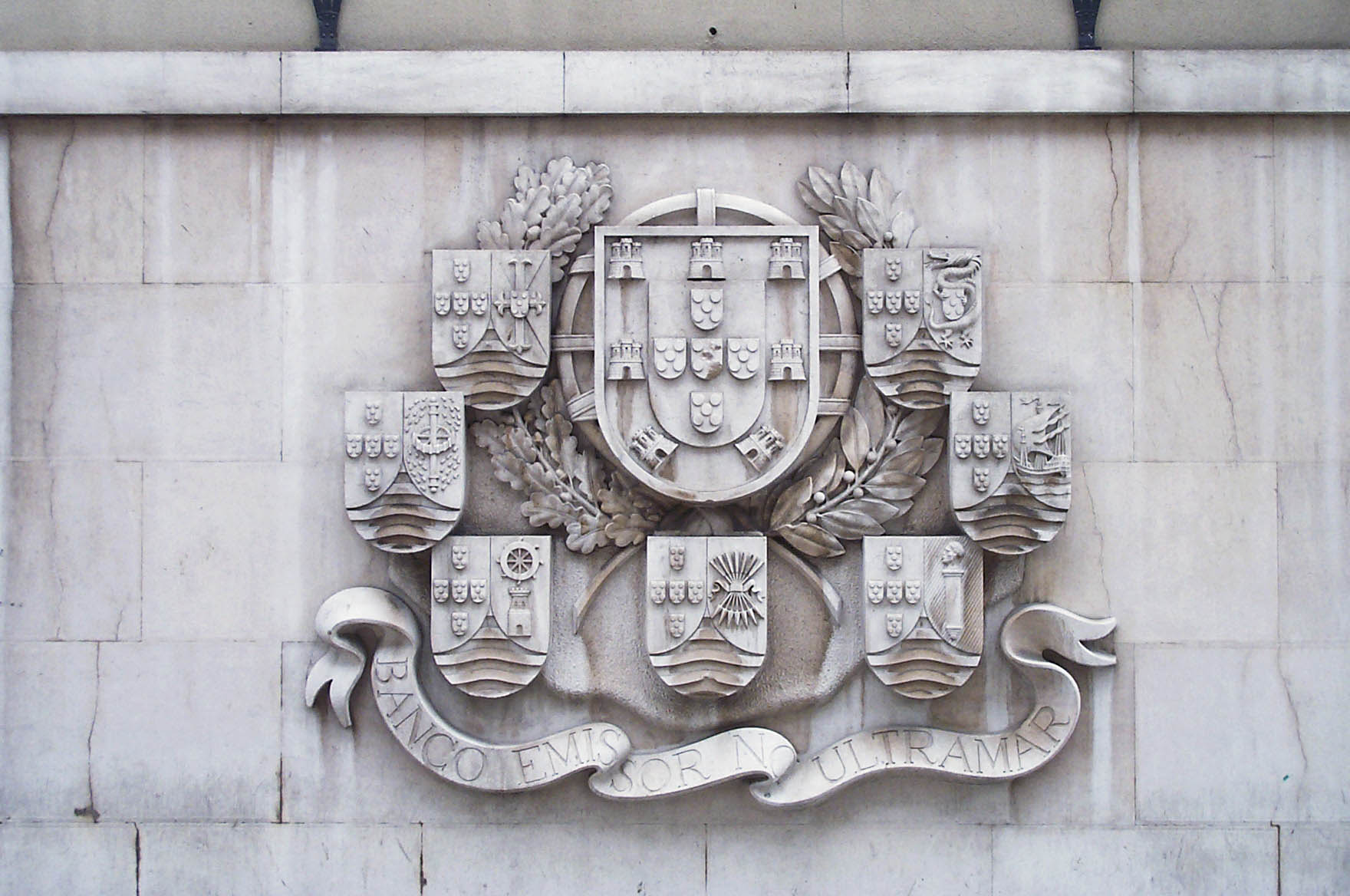
Герб Португалії в оточенні гербів її колоній на будівлі португальського Національного заморського банку

У Новий час золоті ескудо випускали Іспанія і Португалія:
- Іспанське золоте ескудо (XVI—XVIII століття із вмістом чистого золота в розмірі 3,03—3,09 г),зокрема в таких номіналах:
  - ½ ескудо, що отримав назву «ескудільо» (ісп. escudillo — маленький щит)[8][9];
  - 2-разовий ескудо, іспанський дублон (ісп. doblón), що отримав міжнародну назву «пістоль»[10];
  - 4-кратний — «дублон де Куатро» (ісп. doblón de a cuatro), «дублон»[11];
  - 8-кратний — «дублон де Очо» (ісп. doblón de a ocho), міжнародна назва — «квадрупль»[11];
- Португальське золоте ескудо (XV і XVIII століття з вмістом чистого золота в розмірі 3,28—3,43 г).

## Валюти XIX—XX століть

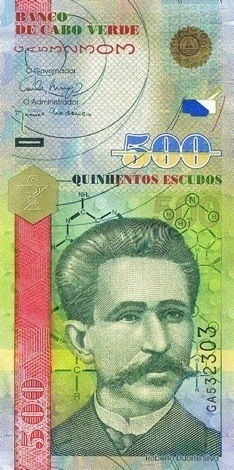
Сучасне
ескудо Кабо-Верде

У XIX—XX століттях назву «ескудо» носили такі валюти:
- Срібне іспанське ескудо (1864—1868 роки), замінено на песету;
- Філіппінське ескудо (1870—1871);
- Португальське ескудо (1911—2002), замінено на євро;
- Чилійське ескудо (1960—1975), замінене на песо.

Крім того, існували різновиди заморського ескудо:
- Ангольське ескудо (1914—1928 і 1958—1977 роки; в 1928—1958 — мав назву анголар);
- Тиморське ескудо;
- Ескудо Португальської Гвінеї;
- Мозамбіцьке ескудо;
- Ескудо Островів Зеленого Мису;
- Ескудо Португальської Індії;
- Ескудо Сан-Томе і Принсіпі.

Їхній курс був прив'язаний у співвідношенні 1:1 до португальського ескудо.
Наразі в обігу перебуває лише одна валюта з такою назвою — ескудо Кабо-Верде, яка в 1977 році замінила ескудо Островів Зеленого Мису.